# Texas State University-San Marcos

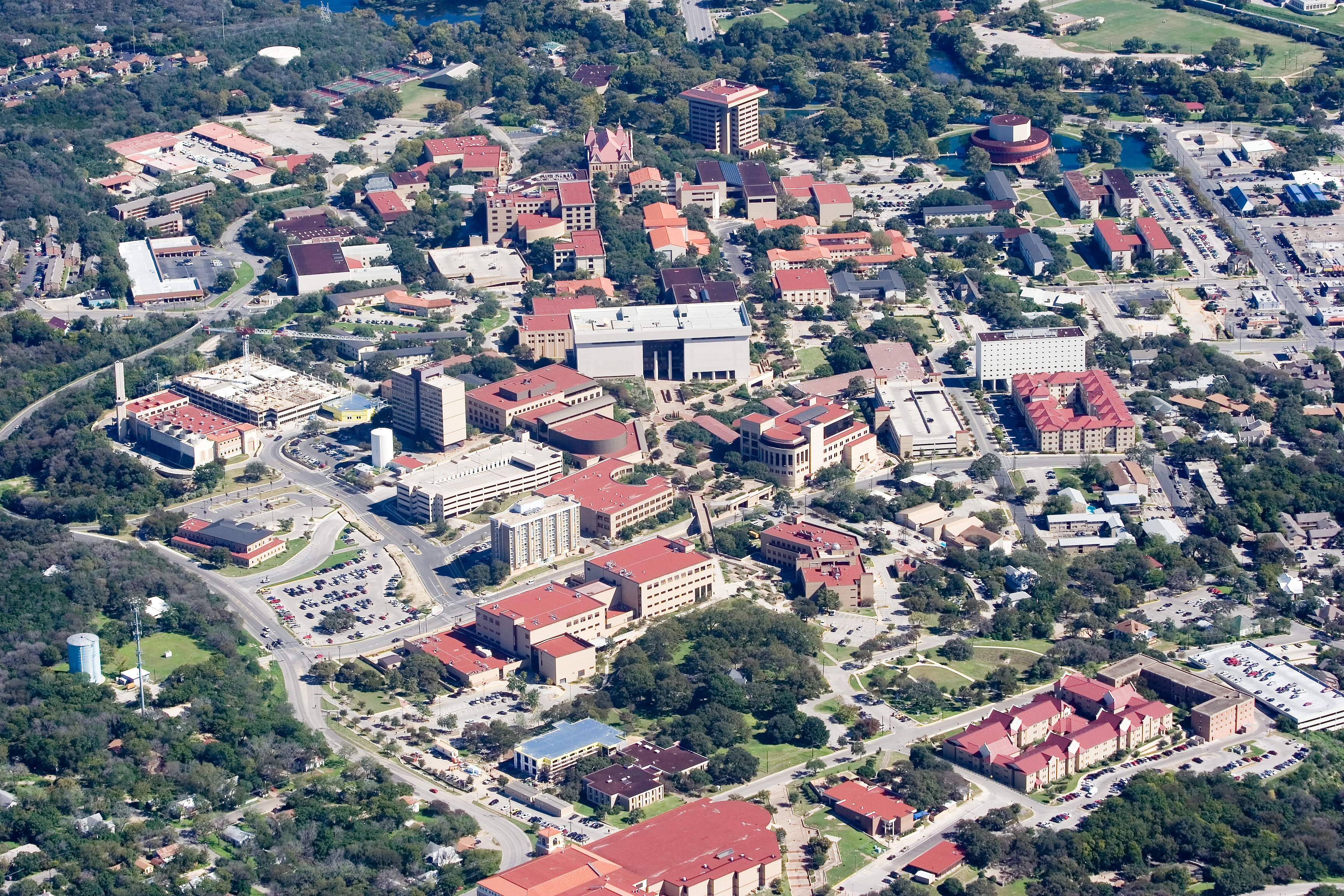
Univerzitní kampus na leteckém snímku z roku 2009

Texas State University-San Marcos (také nazývána jako Texas State) je státní univerzita ve městě San Marcos v americkém státě Texas.
Studuje zde přes 27 000 studentů a univerzitní kampus je největší v Texas State University System. Škola je šestou největší univerzitou v Texasu.
Texas State je známá zvláště díky svému výzkumu a výuce v oborech geografie a hudební pedagogiky.

## Historie
Texas State University-San Marcos byla založena v roce 1899 pod názvem Southwest Texas State Normal School a tehdy zde studovalo 303 mladých lidí. Své současné jméno škola dostala v roce 2003.

## Sport
Sportovní týmy školy se nazývají Bobcats.

## Významné osobnosti
- Lyndon B. Johnson - 36. prezident Spojených států amerických
- Shawn Michaels - wrestler